# Artesia (Kalifornien)
Artesia ist eine Stadt im Los Angeles County im US-Bundesstaat Kalifornien, Vereinigte Staaten. Das U.S. Census Bureau hat bei der Volkszählung 2020 eine Einwohnerzahl von 16.395 ermittelt. Die geographischen Koordinaten sind: 33,87° Nord, 118,08° West. Das Stadtgebiet hat eine Größe von 4,2 km².

## Lage
Artesia liegt im Südosten von Los Angeles County und grenzt an die Gemeinden Cerritos und Norwalk. Cerritos umfasst dabei das Gemeindegebiet Artesias hufeisenförmig von Süden.

## Bevölkerung
Artesias Bevölkerung ist zu 38,2 % latino, zu 27,6 % asiatischstämmig, und zu 26,1 % weiß. Der Anteil der aus Asien stammenden Bewohner in Artesia gilt als relativ hoch innerhalb von Los Angeles County. 45,8 % sind nicht innerhalb der USA geboren.

## Geschichte
Artesia verfügt über fruchtbaren Boden und ein System von artesischen Quellen. Von diesen Wasserstellen leitet sich auch der Name der Stadt her. Es siedelten sich daher landwirtschaftliche Betriebe im Gebiet von Artesia an. Die Besiedlung des Gebietes des heutigen Artesia durch Bauern begann 1875.
In den 1920ern und 1930ern siedelten sich vor allem niederländische und portugiesische Siedler an. Diese begannen in Artesia und den umliegenden Gebieten, sich auf die Milchwirtschaft zu konzentrieren. Artesia und das benachbarte heutige Cerritos (früher City Dairy Valley) bildeten das bedeutendste milchwirtschaftliche Zentrum Kaliforniens. In der Zeit der Ansiedlung der niederländischen und portugiesischen Zuwanderer wuchs in dem Gebiet auch Pat Nixon, die spätere Ehefrau Richard Nixons und spätere First Lady der Vereinigten Staaten auf. Durch die starke Milchwirtschaft wurden regelmäßig nach dem Auftreten der Santa-Ana-Winde Q-Fieber-Epidemien beobachtet.
Nach dem Zweiten Weltkrieg stieg der Bedarf an Wohn- und Gewerberaum im Los Angeles County. Landentwickler kauften mehr und mehr landwirtschaftliche Betriebe auf, Wohn- und gewerbliche Gebäude zu errichten. Der Druck zur offiziellen Gemeindebildung oder Eingemeindung nahm zu. 1956 wurde die City of Dairy zur Stadt. Am 29. Mai 1959 folgte Artesia und wurde ebenfalls zur Stadt.
Ab dem Beginn der 1970ern begann sich in Artesia Little India als Enklave zu bilden.

## Little India

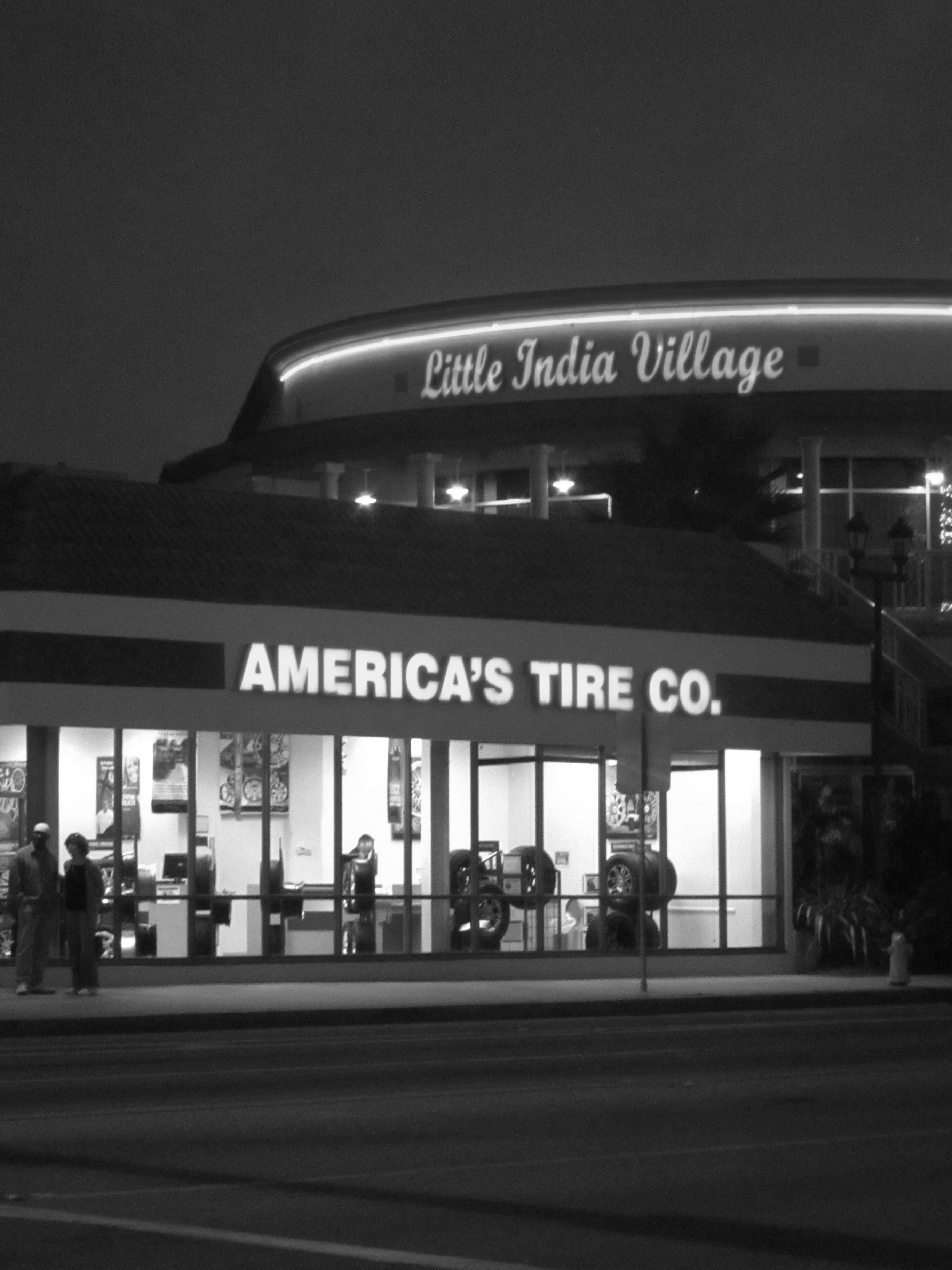

Entlang des Pioneer Boulevard reihen sich indische Geschäfte und Restaurants in Artesias Little India. Es handelt sich um die größte indische Enklave in Südkalifornien. Mit einer Liberalisierung der Einwanderungsgesetze begannen sich mehr Südasiaten in Amerika anzusiedeln. Zu Beginn der 1970er war der Pionier Boulevard eine günstige, wenn auch wenig angesehene Gegend. Hier siedelten sich zahlreiche Zuwanderer aus Indien an und bildeten diese Enklave. In Artesia wird sogar jährlich der indische Unabhängigkeitstag gefeiert. Obwohl indischstämmige Personen lediglich 5 % der Bevölkerung stellen, stammt etwa 25 % des Gewerbesteuerertrages Artesias aus den Geschäften Little Indias.

## Bildung
Die 1954 errichtete Artesia High School liegt nicht in Artesia und wird zumeist auch nicht von Schülern aus Artesia besucht. Sie liegt vielmehr im Gebiet von Lakewood. Zum Zeitpunkt der Erbauung war Artesia lediglich der nächste Ort. Schüler aus Artesia besuchen eher die Gahr High School oder die Cerritos High School.
Artesia verfügt mit der Artesia Library in der Elain Avenue über eine öffentliche, an der Los Angeles County Library angeschlossene, Bibliothek.

## Töchter und Söhne der Stadt
- John McGuire (* 1942), Komponist und Pianist
- Fred Aguiar (* 1948), Politiker
- Steven Genter (* 1951), Schwimmer
- Eileen Davidson (* 1959), Schauspielerin
- Cristian Roldan (* 1995), Fußballspieler